# Raffaele Tafuri
Raffaele Tafuri (Salerno, 27 gennaio 1857 – Salerno, 8 settembre 1929) è stato un pittore italiano.

## Biografia
Raffaele Tafuri, detto anche Raffaello, nasce a Salerno nel 1857 da Lorenzo in una famiglia di artisti e decoratori. Sin da giovane è attratto dal disegno e dell'arte.
Compì i primi studi in famiglia, poi si trasferì a Napoli presso l'Istituto di Belle Arti, nel capoluogo campano frequentò lo studio di Stanislao Lista.
Nel 1880 partecipa alla Promotrice Salvator Rosa. L'artista salernitano ha sempre preferito l'esecuzione dal vero. 
Si trasferì a Venezia nel 1886 cooperando con Giacomo Favretto, e nel 1905 si spostò a Pedavena (Belluno), ove aprì un suo studio.
Partecipò alla prima edizione della Biennale d'arte di Venezia nel 1895 (con un'opera), alla settima edizione del 1907 (con 5 opere), all'ottava del 1909 (con 2 opere), alla nona del 1910 (con 2 opere) e all'undicesima del 1914 (con 2 opere).
Morì a Salerno nel settembre del 1929.

## Attività
Celebri sono i suoi dipinti di genere (realizzati soprattutto a Napoli), i suoi scorci di Venezia, i paesaggi campani e veneti e gli scorci di Pedavena, e le marine (soprattutto della costiera amalfitana e della penisola sorrentina). 
Nelle sue opere novecentesche si nota sia l'influenza della scuola napoletana che di quella veneta.
Raffaele Tafuri si è espresso principalmente con le tecniche dell'acquarello e dell'olio.
Curiose sono le sue cartoline e le sue illustrazioni.

## Opere nei musei
- Collezione d'Arte della Camera di Commercio di Salerno: Caffè Florian di Venezia (1910).
- Galleria d'arte moderna Paolo e Adele Giannoni di Novara: A merenda (1895) e Ritorno dal mercato.
- Museo d'arte di Avellino: Scorcio Lacustre (1898), Campanile (1900), Baite (1905), Angolo di Pedavena (1910) e Tetti (1929).
- Museo nazionale della scienza e della tecnologia Leonardo da Vinci di Milano: Ragazze al sole (1887).
- Museo nazionale di Palazzo Reale di Pisa: Paesaggio notturno.
- Pinacoteca Provinciale di Salerno: Le spannocchiatrici e Masaniello.